# Deinbollia pycnophylla
Deinbollia pycnophylla är en kinesträdsväxtart som beskrevs av Ernest Friedrich Gilg och Adolf Engler. Deinbollia pycnophylla ingår i släktet Deinbollia och familjen kinesträdsväxter. Inga underarter finns listade i Catalogue of Life.